# Super Bowl LV
Super Bowl 55 – pięćdziesiąty piąty finał o mistrzostwo zawodowej ligi futbolu amerykańskiego NFL, rozegrany 7 lutego 2021 roku na stadionie Raymond James Stadium w Tampie na Florydzie. Jest to miejsce rozgrywania domowych spotkań drużyny Tampa Bay Buccaneers. Spotkały się w nim zespoły mistrza konferencji NFC, Tampa Bay Buccaneers oraz mistrza konferencji AFC, Kansas City Chiefs.
Zgodnie z przyjętą konwencją Buccaneers, jako przedstawiciele NFC, byli gospodarzem nieparzystego meczu finałowego. Po raz pierwszy w historii Super Bowl, jedna z drużyn grała na własnym stadionie i grając po raz pierwszy u siebie wygrała. Było to drugie zwycięstwo zespołu z Tampy w Super Bowl. Tom Brady wygrał siódme Super Bowl w karierze i został po raz piąty wybrany MVP finału.
Hymn Stanów Zjednoczonych przed meczem zaśpiewali Eric Church i Jazmine Sullivan. W przerwie meczu podczas Halftime Show na stadionie wystąpił The Weeknd.